# August Wilhelm Schulgen
August Wilhelm Hubert Schulgen (* 15. Dezember 1814 in Köln; † 29. März 1880 in Düsseldorf) war ein deutscher Verleger. 
Sein in Düsseldorf und Paris firmierender Kunstverlag Schulgen-Bettendorff bzw. Schulgen & Schwan, später August Wm. Schulgen oder A. W. Schulgen, war auf religiöse Kunstblätter und kleine religiöse Stahlstiche, sogenannte Heiligen-, Andachts- und Trauerbildchen, spezialisiert und kooperierte hierzu eng mit dem Verein zur Verbreitung religiöser Bilder.

## Leben

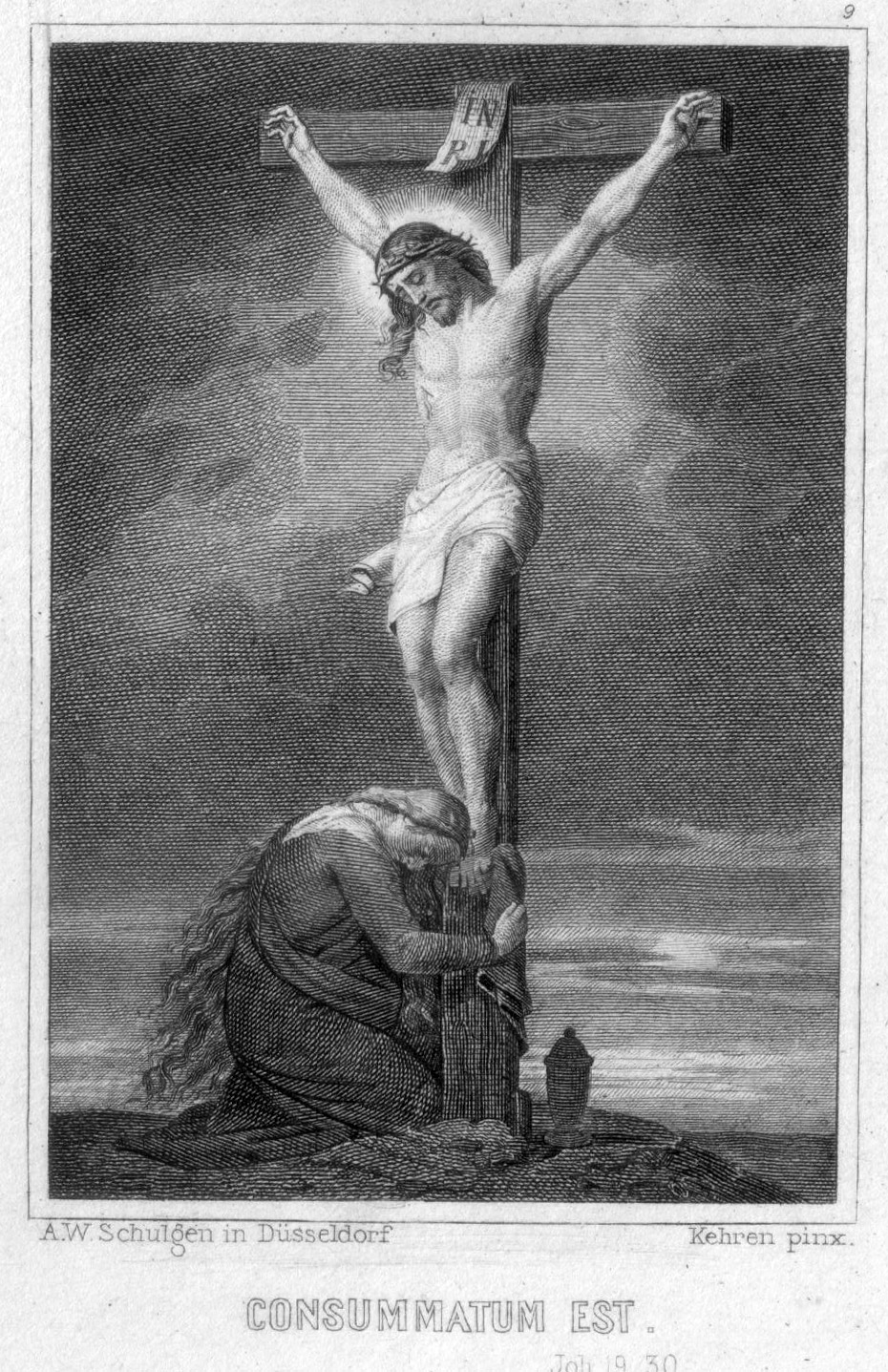
Consummatum Est (Es ist vollbracht), Stahlstich des Kunstverlags A. W. Schulgen nach einer Vorlage von Joseph Kehren

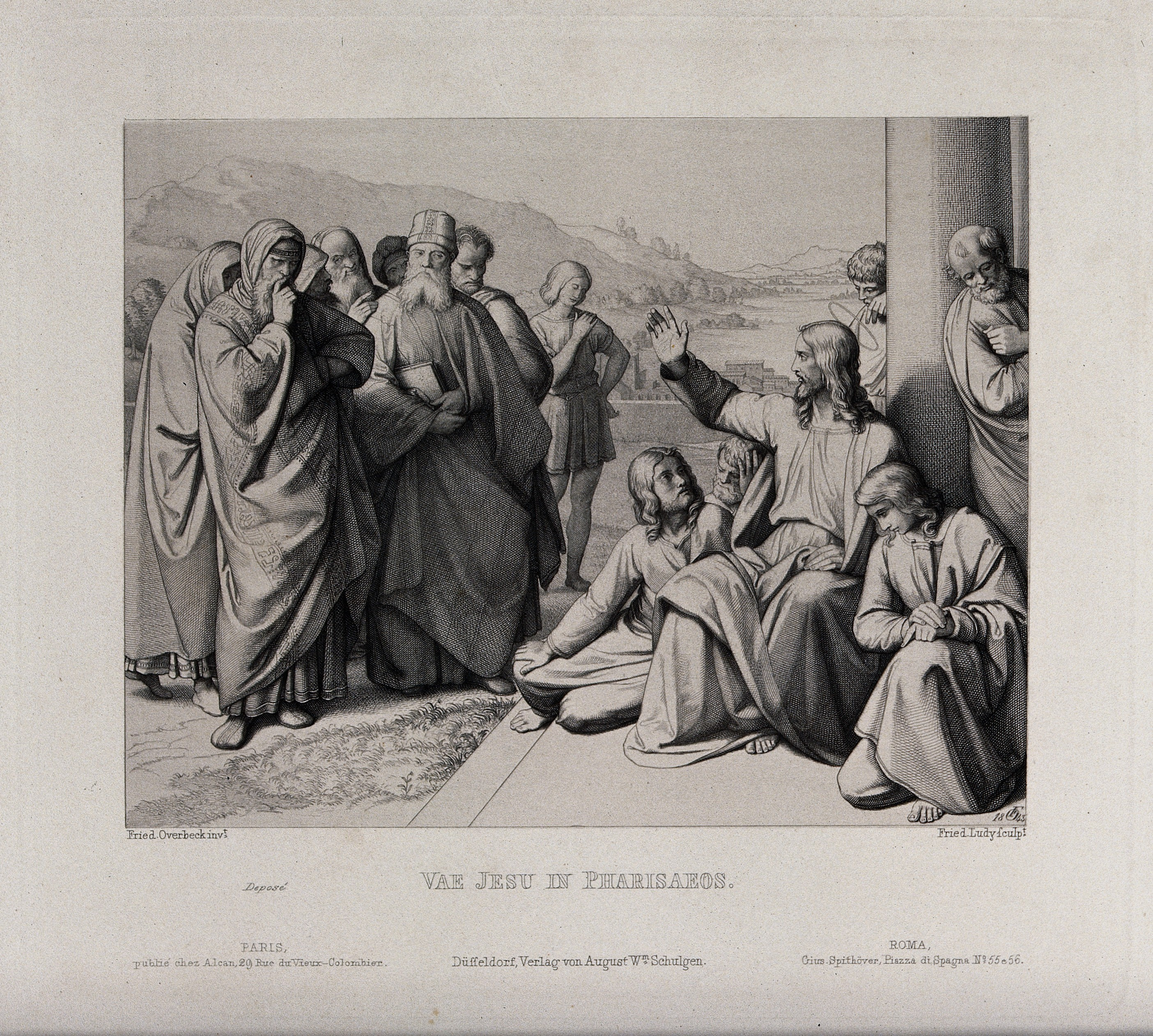
Vae Jesu in Pharisaeos (Jesus diskutiert mit den Pharisäern), Kunstblatt des Verlags A. W. Schulgen mit einem Stich von Friedrich Ludy nach einem Motiv von Friedrich Overbeck, 1843

Schulgen war einziger Sohn des Buchdruckers Johann Wilhem Marcus Schulgen (1787–1858) und dessen Ehefrau Catharina Hubertina Bettendorff (1792–1860). Sein Vater verlegte die 1822 in Bonn gegründete Druckerei 1836 nach Düsseldorf, wo sie in engen geschäftlichen Beziehungen zum Kunstverein für die Rheinlande und Westfalen stand. Am 24. Mai 1842 heiratete Schulgen Franziska Wilhelmina Custodis (1811–1876), die Tochter des Regierungssekretärs Franz Bernhard Custodis, die in den Jahren 1844 bis 1852 drei Söhne und zwei Töchter gebar.
Im Januar 1846 gründete Schulgen den Verlag Schulgen-Bettendorff, der für den 1841 gegründeten Verein zur Verbreitung religiöser Bilder unter Einsatz der damals hochmodernen Reproduktionstechnik des Stahlstichs in hoher Auflage Heiligen- und Andachtsbildchen verlegte und vertrieb. Da dieses Geschäft sehr einträglich war, gründete Schulgen 1854 mit einem Partner in Paris den Kunstverlag Schulgen & Schwab, welcher unter der Hausnummer 25 in der Rue St. Sulpice – dem Zentrum der religiösen Druckindustrie Frankreichs – firmierte und ab dem 1. Juli 1859 den Namen A. W. Schulgen trug. In der dortigen Nachbarschaft war etwa auch der religiöse Kunstverlag Bouasse-Lebel ansässig. Der Kunstverlag A. W. Schulgen vertrieb außer Stahl- und Kupferstichen auch Chromolithografien, Holzschnitte, Fotografien und Radierungen. Viele Werke von Künstlern der Düsseldorfer Malerschule, insbesondere Motive von Nazarenern, wurden von seinem Verlag reproduktionsgrafisch verbreitet. Eine Zusammenarbeit beim Vertrieb pflegte sein Verlag unter anderem und projektweise mit dem Buchhändler Josef Spithöver in Rom.
Am 22. Mai 1862 ließ Schulgen für seine Düsseldorfer Firma August Wm. Schulgen als Namen eintragen. 1863 befand sich die Kupferdruckerei Schulgen-Bettendorff in der Friedrichstraße 31 und der Kunstverlag im Haus des verstorbenen Schwiegervaters Custodis in der Kasernenstraße 11. 
Das Eckhaus zur Grabenstraße wurde verkauft und der Kunstverlag zog um 1867 in die Eckstraße 6. Auf der Weltausstellung 1865 erhielt sein Kunstverlag eine „Médaille de première classe“ für Reproduktionen von Werken des Malers Peter von Cornelius. Als Schulgen im Alter von 65 Jahren in Düsseldorf starb, wurde sein zweitältester Sohn Franz Carl Schulgen (1845–1931) sein Nachfolger. Ein Bestand von Zeichnungen und Platten von Künstlern, die für den Verein zur Verbreitung religiöser Bilder gearbeitet hatten, wurde im Archiv der Druckerei A. W. Schulgen verwahrt. Dieser Bestand ging 1943 bei einem Bombenangriff auf Düsseldorf unter.